# Тугач
Тугач — посёлок в Саянском районе Красноярского края. Административный центр Тугачинского сельсовета.

## История
Посёлок основан в 1930-е годы, как ОЛП Краслага (действовал с 1938 по 1957 годы).

## Население
| 2010 |
| ---- |
| 534  |